# Campeonato Europeu de Futebol de 2016 – Grupo A
O grupo A do Campeonato Europeu de Futebol de 2016, décima quinta edição desta competição organizada quadrienalmente pela União das Federações Europeias de Futebol (UEFA), reunirá as seleções da França, Romênia, Suíça e Albânia. Os componentes deste grupo foram definidos por sorteio realizado em 12 de dezembro de 2015 no Palais des congrès, Paris.

## Equipes
Em negrito estão as edições em que a seleção foi campeã em em itálico estão as edições em que a seleção foi anfitriã.
| #  | País    | Método de qualificação | Data de qualificação  | Participações                                       |
| -- | ------- | ---------------------- | --------------------- | --------------------------------------------------- |
| A1 | França  | Anfitriã               | 28 de maio de 2010    | 08 (1960, 1984, 1992, 1996, 2000, 2004, 2008, 2012) |
| A2 | Romênia | Grupo F (vice-campeão) | 11 de outubro de 2015 | 04 (1984, 1996, 2000, 2008)                         |
| A3 | Suíça   | Grupo E (vice-campeão) | 9 de outubro de 2015  | 03 (1996, 2004, 2008)                               |
| A4 | Albânia | Grupo I (vice-campeão) | 11 de outubro de 2015 | Estreante                                           |

## Estádios
Os jogos do grupo A serão disputados nos estádios localizados nas cidades de Lens, Lille, Lyon, Marselha, Paris e Saint-Denis.
| Stade de France                   | Stade Vélodrome               |
| Capacidade: 81.338                | Capacidade: 67.500 (Renovado) |
|                                   |                               |
| A1                                | A4                            |
| Lyon                              | Lille                         |
| Stade des Lumières                | Stade Pierre-Mauroy           |
| Capacidade: 58.215 (Novo Estádio) | Capacidade: 50.186            |
|                                   |                               |
| A5                                | A6                            |
| Paris                             | Lens                          |
| Parc des Princes                  | Stade Félix-Bollaert          |
| Capacidade: 47.000 (Renovado)     | Capacidade: 38.223 (Renovado) |
|                                   |                               |
| A3                                | A2                            |

## Classificação
| Pos | Equipe     | Pts | J | V | E | D | GP | GC | SG | Classificado          |
| --- | ---------- | --- | - | - | - | - | -- | -- | -- | --------------------- |
| 1   | França (H) | 7   | 3 | 2 | 1 | 0 | 4  | 1  | +3 | Equipes classificadas |
| 2   | Suíça      | 5   | 3 | 1 | 2 | 0 | 2  | 1  | +1 | Equipes classificadas |
| 3   | Albânia    | 3   | 3 | 1 | 0 | 2 | 1  | 3  | −2 | Eliminado             |
| 4   | Romênia    | 1   | 3 | 0 | 1 | 2 | 2  | 4  | −2 | Eliminado             |

## Jogos

### Primeira rodada

#### França vs Romênia
Neste século, as seleções de França e Romênia enfrentaram-se seis vezes, tendo duas vitórias francesas (13 de fevereiro de 2002, por um placar de 2–1, em jogo amistoso; 9 de outubro de 2011, por um placar de 2–0, em jogo válido pelas qualificações para o Campeonato Europeu de Futebol de 2012), quatro empates (9 de junho de 2008, por um placar de 0–0, em jogo válido pelo Campeonato Europeu de Futebol de 2008; 11 de outubro de 2008, por um placar de 2–2, em jogo válido pelas eliminatórias da Copa do Mundo FIFA de 2010; 5 de setembro de 2009, por um placar de 1–1, em jogo válido pelas eliminatórias da Copa do Mundo FIFA de 2010; 6 de setembro de 2011, por um placar de 0–0, em jogo válido pelas qualificações para o Campeonato Europeu de Futebol de 2012) e nenhuma vitória romena.
Antes do início do jogo, foi realizada a cerimônia de abertura do campeonato. Recriando um jardim francês no gramado, com um carrossel no centro, os anfitriões apresentaram algumas de suas músicas mais tradicionais, enquanto bailarinas, dançarinas de cancan e outros participantes fantasiados davam o movimento em volta. O DJ David Guetta e a cantora Zara Larsson apresentaram a canção oficial do campeonato, This One's For You. No final da cerimônia, formou-se nas arquibancadas vários mosaicos, formando a bandeira de todos os países participantes do campeonato, uma representação da Torre Eiffel foi erguida e caças Dassault Rafale da Força Aérea Francesa fizeram um voo rasante sobre o estádio, expelindo fumaça com as cores da bandeira francesa.
No jogo, o primeiro tempo foi bastante equilibrado, tendo várias chances para as duas equipes, mas o placar permaneceu fechado. Já no segundo tempo, Payet cobrou escanteio, cruzou para a área, onde a defesa da equipe romena afastou a bola, que sobrou para Pogba, que cruzou novamente para a área, onde o goleiro romeno Tătărușanu saiu errado do gol e Giroud finalizou cabeceando para o gol, abrindo o placar para a equipe francesa aos 57 minutos de jogo. Logo após, aos 65 minutos, o jogador francês Evra chocou-se com o jogador romeno Stancu dentro da grande área e o árbitro húngaro Viktor Kassai assinalou a penalidade a favor da equipe romena, onde Stancu cobrou no lado esquerdo de Lloris e empata o jogo. Mas, no final do jogo, aos 89 minutos de jogo, após troca de passes da equipe francesa, Payet recebe a bola fora da grande área e finaliza para o gol, em um chute com uma média de 92 km/h, ampliando o placar.
Após o final do jogo, o jogador francês Payet saiu chorando emocionado de campo, por ter feito o gol da vitória francesa e recebido o título de melhor jogador em campo.
| 10 de junho | França                 | 2 – 1     | Romênia           | Stade de France, Saint-Denis               |
| 21:00       | Giroud 57' · Payet 89' | Relatório | Stancu 65' (pen.) | Público: 75 113 Árbitro: HUN Viktor Kassai |

| Cores do Time · Cores do Time · Cores do Time · Cores do Time · Cores do Time | França | Romênia | Cores do Time · Cores do Time · Cores do Time · Cores do Time · Cores do Time |

| FRANÇA:          |    |                   |     |     |
|                  |    |                   |     |     |
| G                | 1  | Hugo Lloris       |     |     |
| LD               | 3  | Patrice Evra      |     |     |
| Z                | 21 | Laurent Koscielny |     |     |
| Z                | 4  | Adil Rami         |     |     |
| LE               | 19 | Bacary Sagna      |     |     |
| M                | 14 | Blaise Matuidi    |     |     |
| M                | 5  | N'Golo Kanté      |     |     |
| M                | 15 | Paul Pogba        |     | 77' |
| A                | 8  | Dimitri Payet     |     | 90' |
| A                | 7  | Antoine Griezmann |     | 66' |
| A                | 9  | Olivier Giroud    | 69' |     |
| Substituições:   |    |                   |     |     |
| A                | 20 | Kingsley Coman    |     | 66' |
| A                | 11 | Anthony Martial   |     | 77' |
| M                | 18 | Moussa Sissoko    |     | 90' |
| Treinador:       |    |                   |     |     |
| Didier Deschamps |    |                   |     |     |

| ROMÊNIA:          |    |                    |     |     |
|                   |    |                    |     |     |
| G                 | 12 | Ciprian Tătărușanu |     |     |
| LD                | 22 | Cristian Săpunaru  |     |     |
| Z                 | 6  | Vlad Chiricheș     | 32' |     |
| Z                 | 21 | Dragoș Grigore     |     |     |
| LE                | 3  | Răzvan Raţ         | 45' |     |
| M                 | 10 | Nicolae Stanciu    |     | 72' |
| M                 | 5  | Ovidiu Hoban       |     |     |
| M                 | 8  | Mihai Pintilii     |     |     |
| A                 | 20 | Adrian Popa        | 78' | 82' |
| A                 | 14 | Florin Andone      |     | 61' |
| A                 | 19 | Bogdan Stancu      |     |     |
| Substituições:    |    |                    |     |     |
| A                 | 9  | Denis Alibec       |     | 61' |
| M                 | 7  | Alexandru Chipciu  |     | 72' |
| M                 | 11 | Gabriel Torje      |     | 82' |
| Treinador:        |    |                    |     |     |
| Anghel Iordănescu |    |                    |     |     |

| Homem do jogo: Dimitri Payet (França) Assistentes: HUN György Ring HUN Vencel Tóth Quarto árbitro: NED Björn Kuipers Quinto árbitro: HUN Tamás Bognar |

#### Albânia vs Suíça
Neste século, as seleções de Albânia e Suíça enfrentaram-se quatro vezes, tenho nenhuma vitória albanesa, um empate (12 de outubro de 2002, por um placar de 1–1, em jogo válido pelas qualificações para o Campeonato Europeu de Futebol de 2004) e três vitórias suíças (11 de junho de 2003, por um placar de 3–2, em jogo válido pelas qualificações para o Campeonato Europeu de Futebol de 2004; 11 de setembro de 2012, por um placar de 2–0, em jogo válido pelas eliminatórias da Copa do Mundo FIFA de 2014; 11 de outubro de 2013, por um placar de 1–2, em jogo válido pelas eliminatórias da Copa do Mundo FIFA de 2014).
A Suiça começou melhor o jogo, marcando com Schär aos 4 minutos desse primeiro tempo, e a Albânia equilibrou esse jogo no primeiro tempo, mas Seferović Seferović perdeu uma grande chance no primeiro tempo, além disso Cana Cana foi expulso e numa falta Džemaili Džemaili, já no segundo a Suiça desenquilibrou muito o segundo tempo e Seferović Seferović perdeu mais 2 gols, com ótimas defesas de Berisha Berisha, mas não precisou com o gol de Schär
| 11 de junho | Albânia | 0 – 1     | Suíça    | Stade Félix-Bollaert, Lens                           |
| 15:00       |         | Relatório | Schär 5' | Público: 33 805 Árbitro: ESP Carlos Velasco Carballo |

| Cores do Time · Cores do Time · Cores do Time · Cores do Time · Cores do Time | Albânia | Suíça | Cores do Time · Cores do Time · Cores do Time · Cores do Time · Cores do Time |

| ALBÂNIA:        |    |                  |          |     |
|                 |    |                  |          |     |
| G               | 1  | Etrit Berisha    |          |     |
| LD              | 4  | Elseid Hysaj     |          |     |
| Z               | 5  | Lorik Cana       | 23', 36' |     |
| Z               | 15 | Mërgim Mavraj    | 90'      |     |
| LE              | 7  | Ansi Agolli      |          |     |
| M               | 22 | Amir Abrashi     |          |     |
| M               | 13 | Burim Kukeli     | 89'      |     |
| M               | 14 | Taulant Xhaka    |          | 62' |
| A               | 21 | Odise Roshi      |          | 74' |
| A               | 10 | Armando Sadiku   |          | 82' |
| A               | 3  | Ermir Lenjani    |          |     |
| Substituições:  |    |                  |          |     |
| M               | 20 | Ergys Kaçe       | 63'      | 62' |
| A               | 16 | Sokol Cikalleshi |          | 74' |
| A               | 11 | Shkëlzen Gashi   |          | 82' |
| Treinador:      |    |                  |          |     |
| Gianni De Biasi |    |                  |          |     |

| SUÍÇA:            |    |                      |     |     |
|                   |    |                      |     |     |
| G                 | 1  | Yann Sommer          |     |     |
| LD                | 2  | Stephan Lichtsteiner |     |     |
| Z                 | 22 | Fabian Schär         | 14' |     |
| Z                 | 20 | Johan Djourou        |     |     |
| LE                | 13 | Ricardo Rodríguez    |     |     |
| M                 | 11 | Valon Behrami        | 66' |     |
| M                 | 10 | Granit Xhaka         |     |     |
| A                 | 23 | Xherdan Shaqiri      |     | 88' |
| A                 | 15 | Blerim Džemaili      |     | 76' |
| A                 | 18 | Admir Mehmedi        |     | 62' |
| A                 | 9  | Haris Seferović      |     |     |
| Substituições:    |    |                      |     |     |
| A                 | 7  | Breel Embolo         |     | 62' |
| M                 | 8  | Fabian Frei          |     | 76' |
| M                 | 16 | Gélson Fernandes     |     | 88' |
| Treinador:        |    |                      |     |     |
| Vladimir Petković |    |                      |     |     |

| Homem do jogo: Xherdan Shaqiri (Suíça) |

### Segunda rodada

#### Romênia vs Suíça
Neste século, as seleções de Romênia e Suíça enfrentaram-se duas vezes, tendo uma vitória romena (30 de maio de 2012, por um placar de 0–1, em jogo amistoso), nenhum empate e uma vitória suíça (22 de junho de 1994, por um placar de 4–1, em jogo válido pela Copa do Mundo FIFA de 1994).
| 15 de junho | Romênia           | 1 – 1     | Suíça       | Parc des Princes, Paris                     |
| 18:00       | Stancu 18' (pen.) | Relatório | Mehmedi 55' | Público: 43 576 Árbitro: RUS Sergei Karasev |

| Cores do Time · Cores do Time · Cores do Time · Cores do Time · Cores do Time | Romênia | Suíça | Cores do Time · Cores do Time · Cores do Time · Cores do Time · Cores do Time |

| ROMÊNIA:          |    |                    |     |     |
|                   |    |                    |     |     |
| G                 | 12 | Ciprian Tătărușanu |     |     |
| LD                | 22 | Cristian Săpunaru  |     |     |
| Z                 | 6  | Vlad Chiricheș     |     |     |
| Z                 | 21 | Dragoș Grigore     | 76' |     |
| LE                | 3  | Răzvan Raț         |     | 62' |
| M                 | 18 | Andrei Prepeliță   | 22' |     |
| M                 | 8  | Mihai Pintilii     |     | 46' |
| A                 | 11 | Gabriel Torje      |     |     |
| M                 | 19 | Bogdan Stancu      |     | 84' |
| A                 | 7  | Alexandru Chipciu  | 24' |     |
| A                 | 13 | Claudiu Keșerü     | 37' |     |
| Substituições:    |    |                    |     |     |
| M                 | 5  | Ovidiu Hoban       |     | 46' |
| Z                 | 16 | Steliano Filip     |     | 62' |
| A                 | 14 | Florin Andone      |     | 84' |
| Treinador:        |    |                    |     |     |
| Anghel Iordănescu |    |                    |     |     |

| SUÍÇA:            |    |                      |       |       |
|                   |    |                      |       |       |
| G                 | 1  | Yann Sommer          |       |       |
| LD                | 2  | Stephan Lichtsteiner |       |       |
| Z                 | 22 | Fabian Schär         |       |       |
| Z                 | 20 | Johan Djourou        |       |       |
| LE                | 13 | Ricardo Rodríguez    |       |       |
| M                 | 11 | Valon Behrami        |       |       |
| M                 | 10 | Granit Xhaka         | 50'   |       |
| A                 | 23 | Xherdan Shaqiri      |       | 90+1' |
| M                 | 15 | Blerim Džemaili      |       | 83'   |
| A                 | 18 | Admir Mehmedi        |       |       |
| A                 | 9  | Haris Seferović      |       | 63'   |
| Substituições:    |    |                      |       |       |
| A                 | 7  | Breel Embolo         | 90+4' | 63'   |
| Z                 | 6  | Michael Lang         |       | 83'   |
| A                 | 17 | Shani Tarashaj       |       | 90+1' |
| Treinador:        |    |                      |       |       |
| Vladimir Petković |    |                      |       |       |

Homem do Jogo:

 Granit Xhaka

#### França vs Albânia
Neste século, as seleções de França e Albânia enfrentaram-se quatro vezes, tendo duas vitórias francesas (2 de setembro de 2011, por um placar de 2–1, em jogo válido pelas qualificações para o Campeonato Europeu de Futebol de 2012; 7 de outubro de 2011, por um placar de 3–0, em jogo válido pelas qualificações para o Campeonato Europeu de Futebol de 2012), um empate (14 de novembro de 2014, por um placar de 1–1, em jogo amistoso) e uma vitória albanesa (13 de junho de 2015, por um placar de 1–0, em jogo amistoso).
| 15 de junho | França                      | 2 – 0     | Albânia | Stade Vélodrome, Marselha                   |
| 21:00       | Griezmann 90' · Payet 90+6' | Relatório |         | Público: 63 670 Árbitro: ESC William Collum |

| Cores do Time · Cores do Time · Cores do Time · Cores do Time · Cores do Time | França | Albânia | Cores do Time · Cores do Time · Cores do Time · Cores do Time · Cores do Time |

| FRANÇA:          |    |                     |     |     |
|                  |    |                     |     |     |
| G                | 1  | Hugo Lloris         |     |     |
| LD               | 19 | Bacary Sagna        |     |     |
| Z                | 4  | Adil Rami           |     |     |
| Z                | 21 | Laurent Koscielny   |     |     |
| LE               | 3  | Patrice Evra        |     |     |
| M                | 5  | N'Golo Kanté        | 88' |     |
| M                | 14 | Blaise Matuidi      |     |     |
| A                | 20 | Kingsley Coman      |     | 68' |
| M                | 8  | Dimitri Payet       |     |     |
| A                | 11 | Anthony Martial     |     | 46' |
| A                | 9  | Olivier Giroud      |     | 77' |
| Substituições:   |    |                     |     |     |
| M                | 15 | Paul Pogba          |     | 46' |
| A                | 7  | Antoine Griezmann   |     | 68' |
| A                | 10 | André-Pierre Gignac |     | 77' |
| Treinador:       |    |                     |     |     |
| Didier Deschamps |    |                     |     |     |

| ALBÂNIA:        |    |                 |     |     |
|                 |    |                 |     |     |
| G               | 1  | Etrit Berisha   |     |     |
| LD              | 4  | Elseid Hysaj    |     |     |
| Z               | 18 | Arlind Ajeti    |     | 85' |
| Z               | 15 | Mërgim Mavraj   |     |     |
| LE              | 7  | Ansi Agolli     |     |     |
| M               | 2  | Andi Lila       |     | 71' |
| M               | 22 | Amir Abrashi    | 81' |     |
| M               | 13 | Burim Kukeli    | 55' | 74' |
| M               | 9  | Ledian Memushaj |     |     |
| M               | 3  | Ermir Lenjani   |     |     |
| A               | 10 | Armando Sadiku  |     |     |
| Substituições:  |    |                 |     |     |
| M               | 21 | Odise Roshi     |     | 71' |
| M               | 14 | Taulant Xhaka   |     | 74' |
| Z               | 6  | Freddie Veseli  |     | 85' |
| Treinador:      |    |                 |     |     |
| Gianni De Biasi |    |                 |     |     |

Homem do Jogo:

 Dimitri Payet

### Terceira rodada

#### Romênia vs Albânia
Neste século, as seleções de Romênia e Albânia enfrentaram-se cinco vezes, tendo três vitórias romenas (6 de setembro de 2006, por um placar de 2–0, em jogo válido pelas qualificações para o Campeonato Europeu de Futebol de 2008; 21 de novembro de 2007, por um placar de 6–1, em jogo válido pelas qualificações para o Campeonato Europeu de Futebol de 2008; 31 de maio de 2014, por um placar de 1–0, em jogo amistoso), dois empates (3 de setembro de 2010, por um placar de 1–1, em jogo válido pelas qualificações para o Campeonato Europeu de Futebol de 2012; 11 de outubro de 2010, por um placar de 1–1, em jogo válido pelas qualificações para o Campeonato Europeu de Futebol de 2012) e nenhuma vitória albaniana.
| 19 de junho | Romênia | 0 – 1     | Albânia    | Parc Olympique Lyonnais, Lyon               |
| 21:00       |         | Relatório | Sadiku 43' | Público: 49 752 Árbitro: CZE Pavel Královec |

| Cores do Time · Cores do Time · Cores do Time · Cores do Time · Cores do Time | Romênia | Albânia | Cores do Time · Cores do Time · Cores do Time · Cores do Time · Cores do Time |

| ROMÊNIA:          |    |                    |       |     |
|                   |    |                    |       |     |
| G                 | 12 | Ciprian Tătărușanu |       |     |
| LD                | 22 | Cristian Săpunaru  | 85'   |     |
| Z                 | 21 | Dragoș Grigore     |       |     |
| Z                 | 6  | Vlad Chiricheș     |       |     |
| LE                | 2  | Alexandru Mățel    | 54'   |     |
| M                 | 18 | Andrei Prepeliță   |       | 46' |
| M                 | 5  | Ovidiu Hoban       |       |     |
| A                 | 20 | Adrian Popa        |       | 68' |
| M                 | 10 | Nicolae Stanciu    |       |     |
| A                 | 19 | Bogdan Stancu      |       |     |
| A                 | 9  | Denis Alibec       |       | 57' |
| Substituições:    |    |                    |       |     |
| M                 | 17 | Lucian Sânmărtean  |       | 46' |
| M                 | 11 | Gabriel Torje      | 90+3' | 57' |
| A                 | 14 | Florin Andone      |       | 68' |
| Treinador:        |    |                    |       |     |
| Anghel Iordănescu |    |                    |       |     |

| ALBÂNIA:        |    |                 |       |     |
|                 |    |                 |       |     |
| G               | 1  | Etrit Berisha   |       |     |
| LD              | 4  | Elseid Hysaj    | 90+4' |     |
| Z               | 18 | Arlind Ajeti    |       |     |
| Z               | 15 | Mërgim Mavraj   |       |     |
| LE              | 7  | Ansi Agolli     |       |     |
| M               | 22 | Amir Abrashi    |       |     |
| M               | 8  | Migjen Basha    | 6'    | 83' |
| M               | 9  | Ledian Memushaj | 85'   |     |
| A               | 2  | Andi Lila       |       |     |
| A               | 3  | Ermir Lenjani   |       | 77' |
| A               | 10 | Armando Sadiku  |       | 59' |
| Substituições:  |    |                 |       |     |
| A               | 19 | Bekim Balaj     |       | 59' |
| M               | 21 | Odise Roshi     |       | 77' |
| Z               | 5  | Lorik Cana      |       | 83' |
| Treinador:      |    |                 |       |     |
| Gianni De Biasi |    |                 |       |     |

Homem do jogo:

 Arlind Ajeti

#### Suíça vs França
Neste século, as seleções de Suíça e França enfrentaram-se seis vezes, tendo nenhuma vitória suíça, três empates (26 de março de 2005, por um placar de 0–0, em jogo válido pelas eliminatórias da Copa do Mundo FIFA de 2006; 8 de outubro de 2005, por um placar de 1–1, em jogo válido pelas eliminatórias da Copa do Mundo FIFA de 2006; 13 de junho de 2006, por um placar de 0–0, em jogo válido pela Copa do Mundo FIFA de 2006) e três vitórias francesas (20 de agosto de 2003; por um placar de 2–0, em jogo amistoso; 21 de junho de 2004, por um placar de 3–1, em jogo válido pelo Campeonato Europeu de Futebol de 2004; 20 de junho de 2014, por um placar de 5–2, em jogo válido pela Copa do Mundo FIFA de 2014).
| 19 de junho | Suíça | 0 – 0     | França | Stade Pierre-Mauroy, Lille                 |
| 21:00       |       | Relatório |        | Público: 45 616 Árbitro: SVN Damir Skomina |

| Cores do Time · Cores do Time · Cores do Time · Cores do Time · Cores do Time | Suíça | França | Cores do Time · Cores do Time · Cores do Time · Cores do Time · Cores do Time |

| SUÍÇA:            |    |                      |  |     |
|                   |    |                      |  |     |
| G                 | 1  | Yann Sommer          |  |     |
| LD                | 2  | Stephan Lichtsteiner |  |     |
| Z                 | 22 | Fabian Schär         |  |     |
| Z                 | 20 | Johan Djourou        |  |     |
| LE                | 13 | Ricardo Rodríguez    |  |     |
| M                 | 11 | Valon Behrami        |  |     |
| M                 | 10 | Granit Xhaka         |  |     |
| A                 | 23 | Xherdan Shaqiri      |  | 79' |
| M                 | 15 | Blerim Džemaili      |  |     |
| A                 | 18 | Admir Mehmedi        |  | 86' |
| A                 | 7  | Breel Embolo         |  | 74' |
| Substituições:    |    |                      |  |     |
| A                 | 9  | Haris Seferović      |  | 74' |
| M                 | 16 | Gélson Fernandes     |  | 79' |
| Z                 | 6  | Michael Lang         |  | 86' |
| Treinador:        |    |                      |  |     |
| Vladimir Petković |    |                      |  |     |

| FRANÇA:          |    |                     |     |     |
|                  |    |                     |     |     |
| G                | 1  | Hugo Lloris         |     |     |
| LD               | 19 | Bacary Sagna        |     |     |
| Z                | 4  | Adil Rami           | 25' |     |
| Z                | 21 | Laurent Koscielny   | 83' |     |
| LE               | 3  | Patrice Evra        |     |     |
| M                | 18 | Moussa Sissoko      |     |     |
| M                | 6  | Yohan Cabaye        |     |     |
| M                | 15 | Paul Pogba          |     |     |
| A                | 20 | Kingsley Coman      |     | 63' |
| A                | 7  | Antoine Griezmann   |     | 77' |
| A                | 10 | André-Pierre Gignac |     |     |
| Substituições:   |    |                     |     |     |
| M                | 8  | Dimitri Payet       |     | 63' |
| M                | 14 | Blaise Matuidi      |     | 77' |
| Treinador:       |    |                     |     |     |
| Didier Deschamps |    |                     |     |     |

Homem do jogo:

 Yann Sommer